# Prawica Rzeczypospolitej
Prawica Rzeczypospolitej (Prawica, Prawica Marka Jurka, PR) – polska chrześcijańsko-konserwatywna partia polityczna, powstała w 2007. Posiadała koło poselskie w Sejmie V kadencji (od 27 kwietnia do 4 listopada 2007). Godłem Prawicy Rzeczypospolitej jest krzyż jagielloński.

## Historia

### 2007
Prawica Rzeczypospolitej powstała w kwietniu 2007. Do jej powstania bezpośrednio przyczyniło się niepowodzenie projektu wzmocnienia konstytucyjnych gwarancji ochrony życia i godności człowieka przez ich wyraźne odniesienie również do okresu prenatalnego. Po ostatecznym upadku tego projektu w Sejmie szeregi rządzącej wówczas partii Prawo i Sprawiedliwość opuścił jej wiceprezes Marek Jurek (pełniący w tym czasie także funkcję marszałka Sejmu) oraz czworo innych posłów: Małgorzata Bartyzel, Dariusz Kłeczek, Marian Piłka i Artur Zawisza. Zapowiedź utworzenia partii ogłoszono 19 kwietnia, natomiast nazwę partii ujawniono dzień później. Była to odpowiedź na brak możliwości dalszej współpracy w Prawie i Sprawiedliwości w kwestiach ochrony życia prenatalnego. Partia została zarejestrowana w Sądzie Okręgowym w Warszawie (wniosek o rejestrację złożono 20 kwietnia, a 27 kwietnia został on uzupełniony o wstępny statut i podpisy poparcia). Przewodniczącym został Marek Jurek, który stanął na czele zarówno zarządu, jak i rady naczelnej (politycznej) Prawicy. Również 27 kwietnia w Sejmie powstało koło ugrupowania, w skład którego weszli: Małgorzata Bartyzel, Marek Jurek, Dariusz Kłeczek, Marian Piłka, Lucyna Wiśniewska i Artur Zawisza. 22 sierpnia do partii przeszło dwóch senatorów wybranych w 2005 do Senatu z ramienia LPR: Adam Biela i Mieczysław Maziarz.
10 września 2007 Prawica Rzeczypospolitej na krótko weszła w skład porozumienia wyborczego Liga Prawicy Rzeczypospolitej (wraz z LPR i UPR) przed wyborami parlamentarnymi w 2007. Komitet Wyborczy LPR został zgłoszony do PKW 10 września 2007. Jego kandydaci do Sejmu startowali z listy nr 3. Natomiast w wyborach do Senatu każda z tworzących porozumienie partii (LPR, Prawica, UPR) zorganizowała własny komitet wyborczy. Komitet Wyborczy LPR otrzymał 209 171 głosów, tj. 1,30%, w związku z czym kandydaci Ligi Prawicy Rzeczypospolitej nie dostali się do Sejmu. Indywidualnie najlepsze wyniki dla Prawicy Rzeczypospolitej w wyborach do Sejmu (spośród 49 kandydatów, którzy łącznie uzyskali 19 484 głosy) osiągnęli:
- Artur Zawisza (Warszawa II) 2642 głosy,
- Włodzimierz Skalik (Częstochowa) 1897 głosów,
- Dariusz Kłeczek (Rzeszów) 1745 głosów,
- Stanisław Rakoczy (Nowy Sącz) 1407 głosów,
- Piotr Spyra (Katowice) 1306 głosów,
- nikt z pozostałych kandydatów nie uzyskał ponad 1000 głosów.

W wyborach do Senatu wyniki wyborcze wszystkich 10 kandydatów Komitetu Wyborczego Wyborców „Prawica Marka Jurka” do Senatu (nikt z nich nie uzyskał mandatu – łącznie otrzymali oni 266 672 głosy):
- Marek Jurek (Piotrków Trybunalski) 56 263 głosy,
- Mieczysław Maziarz (Rzeszów) 46 149 głosów,
- Adam Biela (Chełm) 32 297 głosów,
- Marian Piłka (Siedlce) 30 162 głosy,
- Lucyna Wiśniewska (Radom) 24 885 głosów,
- Małgorzata Bartyzel (Łódź) 23 322 głosy,
- Witold Misiuda-Rewera (Kielce) 15 008 głosów,
- Stanisław Cieślak (Konin) 14 210 głosów,
- Wojciech Winter (Krosno) 12 501 głosów,
- Marek Grzelaczyk (Chełm) 11 875 głosów.

Porozumienie Liga Prawicy Rzeczypospolitej przestało funkcjonować po przegranych wyborach.

### 2008
22 czerwca 2008 Marek Jurek wystartował w wyborach uzupełniających do Senatu w okręgu krośnieńskim, zarządzonych w związku ze śmiercią senatora PiS Andrzeja Mazurkiewicza, także z Komitetu Wyborczego Wyborców „Prawica Marka Jurka”. Uzyskał 10 751 głosów (12,6%), zajmując 3. miejsce spośród 12 kandydatów i nie uzyskując mandatu.

### 2009
Na ogólnopolskim zjeździe Prawicy Rzeczypospolitej w dniu 7 marca 2009 Marek Jurek zapowiedział chęć stworzenia nowej, szerokiej koalicji ugrupowań prawicowych spoza głównego nurtu polityki, na czele której stanęłaby Prawica Rzeczypospolitej. Podczas tego spotkania poparcia partii udzielił Wiesław Chrzanowski.
7 kwietnia partia zorganizowała pikietę przed Sejmem RP w obronie Instytutu Pamięci Narodowej oraz jego prezesa Janusza Kurtyki i swobody badań naukowych.
Wiosną także ugrupowanie otwarcie stanęło w obronie papieża Benedykta XVI po atakach na jego osobę w polskich i zagranicznych mediach w związku z wypowiedziami wygłoszonymi podczas pielgrzymki do Afryki m.in. na temat szkodliwości stosowania prezerwatyw.
22 maja członkowie partii uczestniczyli w warszawskiej manifestacji na rzecz jednomandatowych okręgów wyborczych zorganizowanej przez Stowarzyszenie JOW.
W wyborach do Parlamentu Europejskiego, które odbyły się 7 czerwca, partia wystawiła samodzielnie listy (na listach komitetu znalazło się jedynie 2 członków Europy Wolnych Ojczyzn – Partii Polskiej, którzy otworzyli listy w swoich okręgach). W okręgu poznańskim na czele listy PR stał eurodeputowany wybrany z listy LPR, członek grupy Niepodległość i Demokracja – Witold Tomczak. Lidera Prawicy Rzeczypospolitej Marka Jurka poparł ruch Polska XXI, który sam nie startował w wyborach (jednocześnie organizacja ta poparła także kandydatów innych ugrupowań: prof. Jerzego Buzka, Jacka Saryusza-Wolskiego i prof. Ryszarda Legutkę). Jarosław Sellin, Kazimierz Michał Ujazdowski, Wiesław Chrzanowski, Paweł Wosicki i Wojciech Cejrowski publicznie wyrazili poparcie dla kandydatury Marka Jurka w wyborach do Parlamentu Europejskiego.
Prawica Rzeczypospolitej w wyborach do PE uzyskała 143 966 głosów (1,95%) i zajęła 6. miejsce (drugie spośród komitetów, które nie osiągnęły progu wyborczego – za Koalicyjnym Komitetem Wyborczym Porozumienie dla Przyszłości – CentroLewica). Najwięcej głosów spośród jej kandydatów otrzymali: Marek Jurek (33 925), Witold Tomczak (14 476), Krystyna Zając (6715) i Mieczysław Maziarz (6290).
W 2009 z partią związał się wicemarszałek województwa podlaskiego Bogusław Dębski, który został jej pełnomocnikiem na województwo podlaskie.

### 2010
30 stycznia 2010 Rada Naczelna Prawicy Rzeczypospolitej podjęła decyzję o rozpoczęciu prac nad utworzeniem ogólnopolskiego komitetu wyborczego do sejmików wojewódzkich w wyborach samorządowych w tym samym roku. Jednocześnie pełnomocnicy powiatowi powołani są do tworzenia komitetów gminnych i powiatowych. Wspólnotę Samorządową Prawicy wraz z Prawicą Rzeczypospolitej tworzyli m.in. Wspólnota Małych Ojczyzn oraz działacze Porozumienia Polskiego, Stronnictwa Pracy, Unii Polityki Realnej, Polskiego Forum Ludowo-Chrześcijańskiego „Ojcowizna” i innych ugrupowań. Wśród sygnatariuszy porozumienia znaleźli się m.in.: Marek Jurek, Maciej Eckardt, Andrzej Zapałowski, Bogusław Dębski, Leszek Murzyn oraz Jan Łopuszański.
Kandydatem Prawicy Rzeczypospolitej w wyborach prezydenckich w 2010 był szef ugrupowania Marek Jurek. W pierwszej turze uzyskał 177 315 głosów (1,06%), zajmując 8. miejsce spośród 10 kandydatów. Przed drugą turą udzielił poparcia kandydatowi PiS Jarosławowi Kaczyńskiemu.
W wyborach samorządowych Prawica Rzeczypospolitej zgłosiła samodzielnie swoje listy do sejmików w 7 województwach. Kandydujący z nich otrzymali w skali kraju 0,62% głosów. Największe poparcie partia uzyskała w województwach małopolskim (1,63%) i zachodniopomorskim (1,47%). Komitet Prawicy zdobył w tych wyborach 9 mandatów w radach gmin, 2 w radach miast i 1 w radach powiatów. W części samorządów partia weszła w skład prawicowych koalicji. W Warszawie ugrupowanie utworzyło koalicję wyborczą z UPR, której wspólnym kandydatem na prezydenta miasta był działacz Prawicy Rzeczypospolitej Piotr Strzembosz (zajął 8. miejsce spośród 11 kandydatów, uzyskując 0,43% głosów). Wielu członków partii kandydowało także z ramienia lokalnych komitetów. W tej grupie znaleźli się wybrany na burmistrza Sochaczewa Piotr Osiecki oraz wybrany na wójta gminy Prażmów Grzegorz Pruszczyk.
W województwie podlaskim w ramach porozumienia wyborczego Prawicy Rzeczypospolitej z Polskim Stronnictwem Ludowym, o reelekcję do sejmiku z listy PSL ubiegał się bezskutecznie Bogusław Dębski. Kandydował on także (z ramienia lokalnego komitetu, m.in. z poparciem PSL) na prezydenta Białegostoku (otrzymał 2,7% głosów, co dało 4. miejsce spośród 5 kandydatów).

### 2011
Przed wyborami parlamentarnymi w 2011 partia zdecydowała o starcie pod własnym szyldem. W czerwcu zawarła porozumienie w sprawie startu ze swoich list z Unią Polityki Realnej, częścią Stronnictwa „Piast” i stowarzyszeniem Polskie Forum Ludowo-Chrześcijańskie „Ojcowizna”. W lipcu poinformowano o rozwiązaniu i włączeniu się w struktury Prawicy Rzeczypospolitej partii kierowanej przez Jerzego Roberta Nowaka – Ruchu Przełomu Narodowego (sam Jerzy Robert Nowak nie przystąpił do Prawicy). Na listach wyborczych KW Prawica do Sejmu znalazło się także kilku członków LPR oraz pojedynczy członkowie ONP-LP, EWO-PP, Porozumienia Polskiego i ChDRP. Listy wyborcze komitetu zostały zarejestrowane w 20 z 41 okręgów. Prawica zajęła w wyborach 9. miejsce, uzyskując 35 169 (0,24%) głosów. Do Senatu komitet wystawił 13 kandydatów (m.in. członka Przymierza Ludowo-Narodowego), z których żaden nie uzyskał mandatu.
Pod koniec roku partia rozpoczęła współpracę z projektem politycznym Solidarna Polska, podejmując rozmowy o zjednoczeniu i powołaniu wspólnej partii.

### 2012
W marcu 2012 Prawica Rzeczypospolitej podjęła decyzję o tym, by pozostać samodzielną partią i jej działacze nie weszli w skład Solidarnej Polski. 24 marca Prawica podpisała porozumienie z PiS i w wypadku wyborów deklarację o starcie działaczy partii z list PiS, choć przy założeniu odrębnych klubów lub kół parlamentarnych w Sejmie, czy też delegacji w Europarlamencie.

### 2014
22 lutego odbył się II zjazd partii, podczas którego przedstawiono m.in. deklarację partii przed wyborami do Parlamentu Europejskiego. W wyborach tych kandydaci Prawicy Rzeczypospolitej startowali z 5. miejsc na listach Prawa i Sprawiedliwości. Wśród kandydatów partii znaleźli się m.in. Jan Klawiter, Zdzisława Kobylińska, Marek Jurek, Marian Piłka, Leszek Murzyn i Tadeusz Marczak. Na wszystkich kandydatów Prawicy oddano 113 031 głosów (1,6% w skali kraju). Jeden z 19 mandatów, które przypadły komitetowi PiS, otrzymał szef Prawicy Rzeczypospolitej Marek Jurek. Przystąpił on, podobnie jak PiS, do grupy Europejscy Konserwatyści i Reformatorzy.
W wyborach samorządowych kandydaci Prawicy Rzeczypospolitej znaleźli się na 4. miejscach list PiS m.in. do sejmików województw i rad miast wojewódzkich. Spośród kandydatów Prawicy do sejmików dostali się Marian Piłka, Krzysztof Kawęcki i Piotr Strzembosz w województwie mazowieckim, Bogusław Dębski w podlaskim, Sławomir Hinc w wielkopolskim (później wystąpił z partii) oraz Bogdan Romaniuk w podkarpackim. Ten ostatni został przewodniczącym sejmiku województwa podkarpackiego (w 2015 przeszedł na funkcję wicemarszałka województwa, zaś w 2016 wystąpił z partii). Na prezydentów miast partia popierała głównie kandydatów PiS. W Knurowie wystawiła własnego kandydata, którym był Piotr Stachurski (zajął ostatnie, 3. miejsce). Startujący z ramienia lokalnego komitetu Piotr Osiecki ponownie został burmistrzem Sochaczewa.

### 2015
Pomimo ścisłej współpracy z PiS, Prawica Rzeczypospolitej nie opowiedziała się oficjalnie w I turze wyborów prezydenckich w 2015 za żadnym z kandydatów, choć Marek Jurek niejednokrotnie wyrażał się pozytywnie o kandydaturze Andrzeja Dudy. Przed II turą partia oficjalnie poparła tego kandydata.
29 maja ugrupowanie przystąpiło do międzynarodowej partii Europejski Chrześcijański Ruch Polityczny.
W wyborach parlamentarnych działacze Prawicy, zgodnie z umową z PiS, mieli znaleźć się na 8. miejscach na listach komitetu tej partii do Sejmu oraz, z ramienia komitetu Prawicy Rzeczypospolitej, w pięciu okręgach wystartować do Senatu. Ostatecznie, wskutek częściowego niedotrzymania przez PiS postanowień umowy, działacze Prawicy znaleźli się na 8. miejscach list PiS jedynie w 11 z 41 okręgów, a w dwóch innych na niższych pozycjach (ponadto czworo członków partii kandydowało z list komitetu Kukiz’15 i jeden z listy KWW Grzegorza Brauna „Szczęść Boże!”). Komitet wyborczy Prawicy do Senatu został rozwiązany, zaś z ramienia komitetu PiS do tej izby wystartował tylko jeden działacz tej partii (inny członek Prawicy kandydował z ramienia PO). Partia jednocześnie zaapelowała do PiS „o umieszczenie pozostałych kandydatów na innych miejscach na liście oraz o wzajemne realizowanie postanowień umowy”, ale apel pozostał bez publicznej reakcji. Ostatecznie w wyborach mandat poselski uzyskał działacz Prawicy Jan Klawiter. Posłem został także rekomendowany przez partię na listę PiS Artur Soboń, który jednak jeszcze przed wyborami wstąpił do PiS (do partii tej przystąpiła również należąca w czasie wyborów do Prawicy Agnieszka Soin, która objęła zwolniony mandat poselski w czerwcu 2019; oprócz tego w październiku 2019 pierwszeństwo do objęcia zwolnionego mandatu uzyskał także nienależący już wówczas do Prawicy jej kandydat Krzysztof Kawęcki, co jednak nie nastąpiło ze względów proceduralnych). Ponadto senatorem PiS został współpracujący z Prawicą Jan Żaryn. Jan Klawiter nie przystąpił do klubu parlamentarnego PiS, pozostając posłem niezrzeszonym.
W miejsce wybranego do Sejmu posła PiS, mandat radnego sejmiku wielkopolskiego objął związany z Prawicą Rzeczypospolitej Karol Kozan.

### 2016
W czerwcu 2016 rada naczelna partii podjęła uchwałę, w której stwierdziła, że Prawica Rzeczypospolitej „została wykluczona z koalicji rządowej”. Lider Prawicy Marek Jurek w swoich wypowiedziach medialnych podkreślał, że zawarta w 2012 umowa z PiS została zerwana przez partię Jarosława Kaczyńskiego.

### 2017
Na początku roku trzech radnych Prawicy w sejmiku województwa mazowieckiego odeszło z klubu PiS, powołując odrębny klub radnych Prawicy Rzeczypospolitej.

### 2018
W maju 2018 Prawica Rzeczypospolitej poinformowała, że jej kandydaci do sejmików województw w wyborach samorządowych w tym samym roku będą startować z list ruchu Kukiz’15.
16 czerwca Marek Jurek ustąpił z funkcji prezesa partii, a na jego następcę został wybrany Krzysztof Kawęcki.
Kukiz’15 nie uzyskał mandatów radnych wojewódzkich, natomiast Bogusław Dębski został ponownie wybrany na radnego sejmiku podlaskiego z listy PiS. Piotr Osiecki z ramienia lokalnego komitetu (przy poparciu PiS) ponownie został wybrany na burmistrza Sochaczewa. Kandydaci komitetu Prawicy Rzeczypospolitej zdobyli 9 mandatów w radach gmin (w tym 7 na 15 w gminie Kozłowo, gdzie partia konkurowała tylko z jednym komitetem lokalnym). Inni kandydaci Prawicy na szczeblu lokalnym startowali z list Kukiz’15, PiS bądź lokalnych komitetów.
8 grudnia Marek Jurek zainicjował powstanie Komitetu Akcji Wyborczej Chrześcijańskiego Kongresu Społecznego, z myślą o wyborach europejskich w 2019.

### 2019
5 lutego 2019 Marek Jurek i lider powstającej partii Federacja dla Rzeczypospolitej – poseł na Sejm Marek Jakubiak – wspólnie zaapelowali o utworzenie „szerokiej listy niezależnej prawicy w najbliższych wyborach do Parlamentu Europejskiego” i zapewnili, że reprezentowane przez nich ugrupowania będą prowadzić działania na rzecz tego celu. Przedstawili też 3 priorytety programowe. 9 lutego zarząd Prawicy Rzeczypospolitej opowiedział się „za stworzeniem w wyborach do Parlamentu Europejskiego silnej reprezentacji opinii chrześcijańskiej w ramach Akcji Wyborczej Chrześcijańskiego Kongresu Społecznego”, ale wyraził gotowość „do współpracy w szerokim porozumieniu patriotyczno-republikańskim, o ile opinia chrześcijańska w jego ramach będzie ważnym podmiotem”.
W marcu radny Bogusław Dębski został przewodniczącym sejmiku podlaskiego, a w czerwcu opuścił klub radnych PiS, zostając radnym niezrzeszonym (pozbawiło to klub PiS większości).
W marcu ogłoszono, że kandydaci Prawicy Rzeczypospolitej (a także Zjednoczenia Chrześcijańskich Rodzin) wystartują w wyborach do Parlamentu Europejskiego z list Ruchu Prawdziwa Europa. W kwietniu grupa czołowych działaczy Prawicy Rzeczypospolitej (m.in. jej założyciel, eurodeputowany Marek Jurek, poseł Jan Klawiter, wiceprezes Marian Piłka, rzecznik prasowy Lidia Sankowska-Grabczuk) zdecydowała się jednak na start z list komitetu Kukiz’15. Kilkudziesięciu członków rady naczelnej (w tym wszyscy wiceprezesi, sekretarz generalny i rzecznik prasowy partii) wydali deklarację, w której zachęcali „do wspierania kandydatów Prawicy Rzeczypospolitej na listach Ruchu Kukiz’15”. Prezes partii Krzysztof Kawęcki opowiedział się jednak za dalszą współpracą z Ruchem Prawdziwa Europa, a kandydaci Prawicy Rzeczypospolitej znaleźli się na listach Ruchu, jednak ostatecznie zostały one wycofane. Kukiz’15 nie osiągnął progu wyborczego, w związku z czym żaden z kandydatów Prawicy Rzeczypospolitej nie zdobył mandatu w wyborach.
8 czerwca prezes partii Krzysztof Kawęcki został zawieszony decyzją zarządu głównego w prawach członka partii. Powodem podjęcia decyzji był brak wsparcia oraz działania utrudniające prowadzenie kampanii wyborczej kandydatów Prawicy Rzeczypospolitej podczas wyborów do Parlamentu Europejskiego. Krzysztof Kawęcki podjął tego samego dnia decyzję o opuszczeniu dotychczasowej partii, zapowiadając dalszą współpracę m.in. z Ruchem Prawdziwa Europa. Dwa tygodnie później na nowego prezesa został wybrany dotychczasowy wiceprezes partii Bogusław Kiernicki.
Na wybory parlamentarne Prawica powołała własny komitet. Start z jej list zadeklarowała początkowo działaczka pro-life Kaja Godek (tuż po opuszczeniu przez nią Konfederacji Wolność i Niepodległość, której była jednym z liderów), jednak ostatecznie wycofała się ona ze współpracy z Prawicą. Do komitetu Prawicy przyłączyły się natomiast Kongres Nowej Prawicy, Stronnictwo Pracy oraz część Wolnych i Solidarnych i nieformalna Konfederacja Polski Niepodległej – Niezłomni. Państwowa Komisja Wyborcza zarejestrowała listy partii do Sejmu jedynie w 4 okręgach (białostockim, nowosądeckim, radomskim i krakowskim), a także posła niezrzeszonego (wcześniej Kukiz’15) Andrzeja Maciejewskiego jako kandydata do Senatu w okręgu olsztyńskim. W związku z tym zapowiedziano rezygnację ze startu w wyborach do Sejmu. Ostatecznie komitet Prawicy wystartował do Sejmu w okręgu krakowskim, z silnym udziałem na liście działaczy KNP (otworzył ją prezes tej partii Stanisław Żółtek). Jednocześnie Prawica częściowo pozytywnie wypowiedziała się o komitetach PiS, PSL i Konfederacji WiN oraz zapowiedziała kontynuację współpracy z KPN-Niezłomnymi i częścią działaczy WiS. W wyborach na listę Prawicy oddano 1765 głosów (0,01% w skali kraju oraz 0,27% w skali okręgu krakowskiego – w obu przypadkach ostatnie miejsce). Andrzej Maciejewski w wyborach do Senatu zdobył 12,3% głosów w okręgu (przegrywając z Lidią Staroń i Jarosławem Słomą, a wyprzedzając Leszka Bubla).

### 2020
W wyborach prezydenckich w 2020 Prawica Rzeczypospolitej w I turze nie udzieliła poparcia żadnemu z kandydatów, natomiast w II turze poparła ubiegającego się o reelekcję Andrzeja Dudę.

### 2023
W wyborach parlamentarnych w 2023 Prawica Rzeczypospolitej zarejestrowała komitet do Senatu, nie wystawiając z jego ramienia żadnych kandydatów, natomiast jej działacz Janusz Prucnal wystartował do tej izby z ramienia Konfederacji WiN w okręgu olsztyńskim. Otrzymał 6,25% głosów, zajmując przedostatnie, 4. miejsce w okręgu. Ponadto ugrupowanie zachęciło do poparcia grupy kandydatów do Sejmu z list PiS (w znacznej mierze z Suwerennej Polski), Konfederacji (głównie z Ruchu Narodowego), Trzeciej Drogi (z Koalicji Polskiej) oraz po jednym z list Bezpartyjnych Samorządowców i partii Polska Jest Jedna.

### 2024
Na wybory samorządowe w 2024 partia powołała komitet, z ramienia którego wystawiła kandydatów jedynie w gminie Kozłowo (w tym na wójta). Bogusław Dębski ponownie znalazł się na liście PiS do sejmiku podlaskiego.

## Założenia programowe

### Cywilizacja chrześcijańska
Prawica Rzeczypospolitej stawia sobie za cel odbudowę polityki chrześcijańsko-konserwatywnej, upatrując w niej odpowiedź na wyzwania współczesnego świata – kryzys demograficzny, konieczność budowy silnej pozycji Polski w polityce europejskiej czy obecny kryzys gospodarczy. Partia sprzeciwia się odejściu od społecznej nauki Kościoła, zwłaszcza tzw. „cywilizacji śmierci” (m.in. legalizacji aborcji i eutanazji) czy negowaniu wartości religii, rodziny, życia i moralności publicznej. Do czołowych postulatów należy wprowadzenie prawnych (przede wszystkim konstytucyjnych) gwarancji ochrony tych wartości, ze szczególnym uwzględnieniem wartości „cywilizacji życia”. Oprócz sprzeciwiania się liberalizacji prawa do aborcji i eutanazji oraz legalizacji związków homoseksualnych, Prawica Rzeczypospolitej postuluje także prawny zakaz produkcji pornografii i zakaz prostytucji, motywując to koniecznością ochrony godności człowieka i zapobiegania przemocy seksualnej. Celem działań partii jest wzbudzenie międzynarodowego i ponadświatopoglądowego sprzeciwu wobec tych zjawisk jako naruszających naturalne prawa człowieka.

### Polityka wewnętrzna

#### Polityka prorodzinna
W polityce wewnętrznej Prawica Rzeczypospolitej postuluje w pierwszej kolejności wspieranie rodzin, zwracając uwagę na zagrożenia wynikające ze spadku liczby urodzeń w Polsce (m.in. groźbę załamania systemu emerytalnego, wyhamowanie wzrostu gospodarczego czy obniżenie wartości głosu Polski w Unii Europejskiej jako konsekwencję zmniejszenia liczby ludności). Partia opowiada się za zerwaniem z modelem gospodarczym, w którym młode i wielodzietne rodziny są grupą najsłabszą ekonomiczne, co pociąga za sobą degradację ich pozycji społecznej. Wśród postulatów Prawicy Rzeczypospolitej znalazło się więc dążenie do zwiększania zasiłków porodowych i wydłużenia płatnych urlopów macierzyńskich, a także zwiększenia świadczeń emerytalnych dla matek na urlopach wychowawczych. Partia postuluje także uzależnienie wysokości emerytury od liczby wychowywanych dzieci, wskazując na niesprawiedliwość systemu, w którym rodzice wychowujący więcej dzieci i rezygnujący przez to z innych dóbr nie korzystają w większym zakresie z pracy swoich dzieci.

#### Wspieranie przedsiębiorczości
Prawica Rzeczypospolitej opowiada się również za wspieraniem przedsiębiorczości poprzez obniżenie kosztów kredytu, uproszczenie procedury zakładania firm, usprawnienie działalności sądów gospodarczych oraz wprowadzenie ulg podatkowych dla pracodawców tworzących nowe miejsca pracy. Ma to z jednej strony przyczynić się do rozwoju gospodarczego Polski, z drugiej strony zmniejszyć bezrobocie do poziomu poniżej 5 procent. Partia postuluje ponadto uproszczenie podatku dochodowego od osób fizycznych przez zastąpienie działających w nim ulg zwolnieniami z tytułu wychowywanych dzieci. Powinno to – zdaniem Prawicy Rzeczypospolitej – doprowadzić do obniżenia kosztów poboru podatku, redukcji administracji skarbowej i odejścia od skomplikowanego systemu zasiłków rodzinnych.

#### Reforma polityczna
Prawica Rzeczypospolitej stawia sobie ponadto za cel naprawę polityki polskiej poprzez zwiększenie udziału obywateli w jej kształtowaniu. Partia pragnie dążyć do zniesienia centralnie rejestrowanych list partyjnych i zastąpienia ich wyborami większościowymi w jednomandatowych okręgach wyborczych z kandydatami zgłaszanymi przez samych wyborców spośród osób rekomendowanych przez partie polityczne. Dzięki temu – zdaniem Prawicy Rzeczypospolitej – partie polityczne będą musiały w większym stopniu brać pod uwagę opinię publiczną.
Prawica Rzeczypospolitej proponuje również zawiesić budżetowe finansowanie partii politycznych na czas obecnego kryzysu gospodarczego, a w przyszłości zastąpienie go dobrowolnymi, corocznymi składkami w postaci oddania części płaconego podatku dochodowego na konkretne, wskazane przez podatnika ugrupowanie.
Dla zagwarantowania rzeczywistej powszechności wyborów i uwzględnienia społecznej roli rodziny partia pragnie ponadto przyznać rodzicom prawo oddawania głosu w imieniu wychowywanych, niepełnoletnich dzieci (rodzina dysponowałaby tyloma głosami, ilu liczy członków).

### Polityka zagraniczna
Prawica Rzeczypospolitej postuluje położenie szczególnego nacisku w polityce zagranicznej na budowę porządku międzynarodowego, gwarantującego jak największą suwerenność Polski. Stawia w tym kontekście na wizję Unii Europejskiej opartej na wzajemnym szacunku odrębnych państw i narodów (koncepcja „Europy ojczyzn”), nie zaś na idei „społeczeństwa europejskiego”. Partia przeciwna jest centralizacji i wzmacnianiu ośrodków unijnej administracji (w tym poszerzaniu kompetencji Parlamentu Europejskiego), a także przeprowadzaniu ogólnoeuropejskich referendów. W tym kontekście Prawica Rzeczypospolitej opowiada się również za zachowaniem polskiej waluty, upatrując w przyjęciu euro zagrożenia wynikające z ubezwłasnowolnienia rządu polskiego przy realizacji polityki finansowej, co miałoby pozbawić Polskę zdolności walki z bezrobociem, kryzysem demograficznym czy spowolnieniem tempa wzrostu gospodarczego.
Do postulatów Prawicy Rzeczypospolitej zalicza się także budowa solidarności środkowoeuropejskiej poprzez czynne wspieranie państw powstałych po upadku Związku Radzieckiego w ich dążeniach do integracji z Zachodem i udziału w polityce NATO i Unii Europejskiej. Partia upatruje rolę Polski również w działaniach na rzecz sprawiedliwego rozłożenia wydatków Unii Europejskiej w państwach regionu Europy Środkowo-Wschodniej, a także na rzecz współpracy energetycznej i budowy infrastruktury łączącej te państwa. Polska – wedle postulatów Prawicy Rzeczypospolitej – powinna ponadto dążyć do zaangażowania Unii Europejskiej w promocję wolności politycznej na wschodzie Europy. Partia zwraca też uwagę na konieczność promocji polskiej kultury w Europie Wschodniej, wspierania praw mieszkających tam polskich mniejszości oraz opieki nad polskimi miejscami pamięci narodowej w tym regionie.
W polityce atlantyckiej Prawica Rzeczypospolitej opowiada się za bliską współpracą Unii Europejskiej i Stanów Zjednoczonych. Pragnie dążyć do tego celu z jednej strony poprzez budowę dobrych bilateralnych stosunków polsko-amerykańskich, z drugiej strony poprzez nadawanie amerykańskiego kierunku polityce UE. W kontaktach z Rosją partia postuluje wysuwanie zdecydowanych żądań wyrzeczenia się polityki dominacji i ingerencji w sprawy regionu Europy Środkowo-Wschodniej, a także działania na rzecz obrony jednolitych zasad wymiany gospodarczej między Rosją a wszystkimi krajami Unii Europejskiej.

## Działacze

### Władze
Prezes:
- Bogusław Kiernicki

Wiceprezesi:
- Marian Piłka
- Waldemar Wasiewicz

Sekretarz generalny:
- Lech Łuczyński

Prezydium partii tworzą prezes partii Bogusław Kiernicki, wiceprezes Waldemar Wasiewicz i sekretarz generalny Lech Łuczyński, a także wiceprzewodniczący Rady Naczelnej Władysław Motyka, rzecznik prasowy Lidia Sankowska-Grabczuk oraz Jan Klawiter. W skład zarządu Prawicy Rzeczypospolitej wchodzą członkowie prezydium (z wyjątkiem Waldemara Wasiewicza), a także: Zenon Cichy, Bogusław Dębski, Andrzej Dubiel, Marek Grzelaczyk, Jacek Guzikowski, Tomasz Głowacki, Wojciech Lech Kowalski, Dawid Maciuszek, Tadeusz Nowak, Marian Piłka, Janusz Prucnal, Marek Słomski, Lesław Watras i Wojciech Winter. Honorową funkcję założyciela partii pełni Marek Jurek.